# Джута
Джута (груз. ჯუთა) — село в Грузии, на территории Казбегского муниципалитета края (мхаре) Мцхета-Мтианети.

## География
Село находится в северо-восточной части Грузии, на левом берегу реки Джуты, на расстоянии приблизительно 11 километров (по прямой) к юго-востоку от посёлка городского типа Степанцминда, административного центра муниципалитета. Абсолютная высота — 2242 метра над уровнем моря.

## Население
По результатам официальной переписи населения 2014 года в Джуте проживало 26 человек (13 мужчин и 13 женщин). В национальной структуре населения грузины составляли 100 %.
| Год  | Население, человек |
| ---- | ------------------ |
| 2002 | 62                 |
| 2014 | ↘ 26               |